# ساتروکالا
ساتروکالا (به لاتین: Satrokala) یک منطقهٔ مسکونی در ماداگاسکار است که در Ivohibe District واقع شده‌است.
 ساتروکالا  ۱۰٬۰۰۰ نفر جمعیت دارد و ۸۰۶ متر بالاتر از سطح دریا واقع شده‌است.